# Claudia Bernasconi
Claudia Bernasconi (* 26. Juli 1983) ist eine Schweizer Leichtathletin. Sie ist spezialisiert auf Langstreckenläufe und wurde 2019 Schweizer Meisterin über 100 km.

## Werdegang
Bernasconi wohnt in La Tour-de-Peilz und arbeitet als Osteopathin in Vevey.
Sie tanzte 20 Jahre Ballet an der École de danse classique Schild in Lausanne. Seit 2010 ist sie dem Leichtathletikverein CA Riviera in Vevey angeschlossen. 2015 gewann sie in Luzern mit einem dritten Rang ihre erste nationale Medaille im Marathonlauf.
Nach der Geburt ihrer Tochter Giulia 2018 nahm sie das Training unter der Leitung des Franzosen Bruno Heubi wieder auf. Sie startete noch im selben Jahr an den Bieler Lauftagen zum ersten Mal über 100 km und wurde Schweizer Meisterin. Beim Zürich-Marathon 2019 belegte sie nach 2:46:15 h den zweiten Rang.

## Sportliche Erfolge
- 2019: Schweizer Meisterin 100 km: 8:18:28 in Biel[6]
- 2018: Schweizer Meisterin Marathon: 2:50:35 in Bregenz[7]
- 2018: Schweizer Meisterin 100 km: 8:53:34 in Biel[8]
- 2015: 3. Rang Schweizer Meisterschaft Marathon: 2:49:54 in Luzern[9]

## Persönliche Bestleistungen
- Marathon: 2:46:15 h, 28. April 2019 am Zürich-Marathon[10]
- 100 km: 8:18:28 h, 8. Juni 2019 an den Bieler Lauftagen

## Auszeichnungen
- Bernasconi erhielt 2019 den Waadtländer Sportpreis.[11]